# Hariti

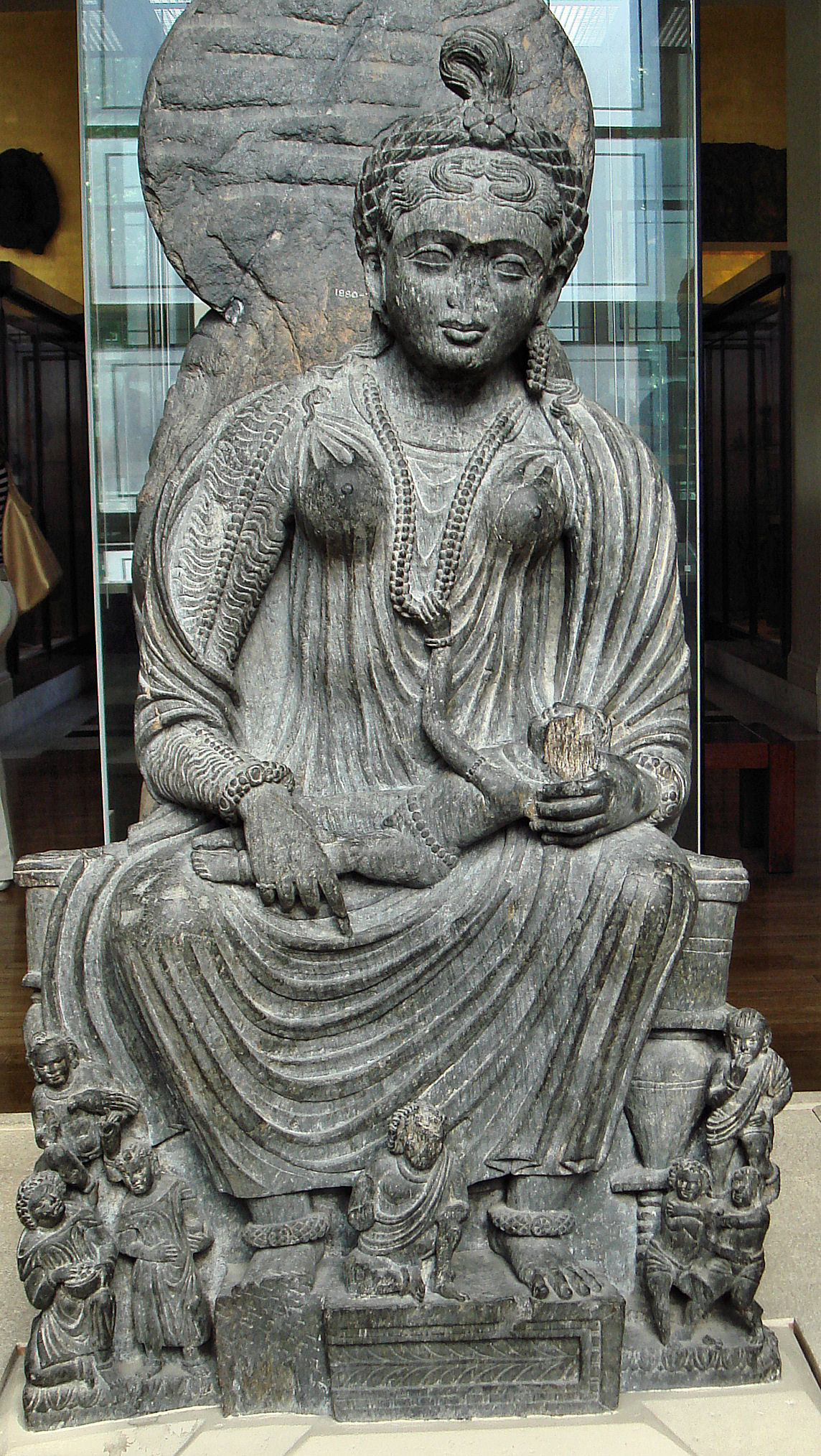
Hariti cuidando de un bebé. Siglos II-III Peshawar (Gandhara), Pakistán. Museo Británico.

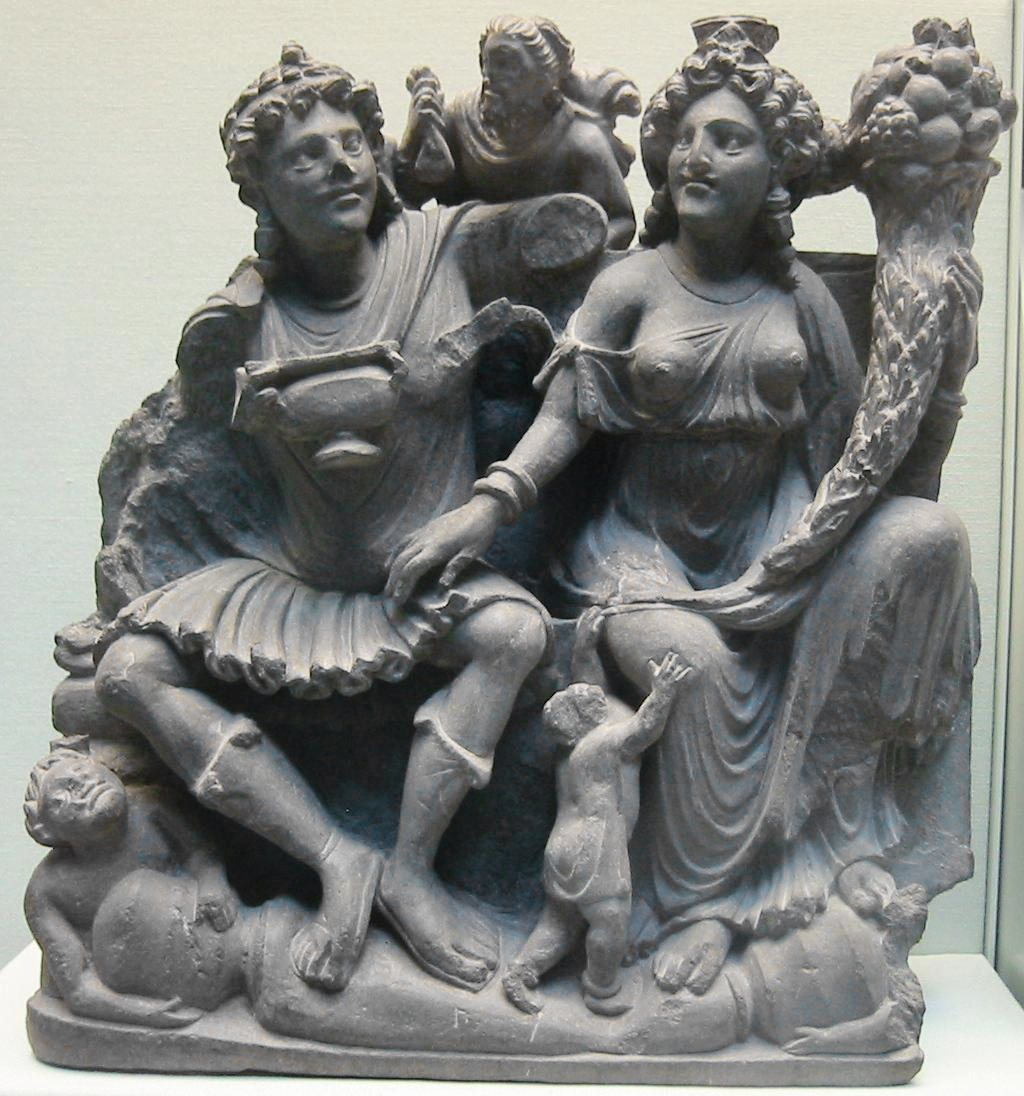
Pancika (izquierda) y Hārītī (derecha), sosteniendo una cornucopia. Descansan en la bolsa de la abundancia. Takht-i-Bahi, Mardan (Gandhara), Pakistán, Museo Británico.

Hārītī (en avéstico Harauhuti, significando Indo), es una ogra de la mitología irania y bactriana (Peshawari) que se convirtió en parte de la mitología budista como símbolo de los partos, la protección y crianza de la infancia así como de la armonía familiar entre mujer y marido, del amor y de la seguridad familiar. Las mujeres sin hijos rogaban a veces a Hariti pidiendo quedarse embarazadas.
A diferencia de su cognado indio Saraswati (versión sánscrita de la palabra avéstica Harauhuti que significa Indo también), que era una diosa, Hariti era en la mitología irania una daeva o demonio caníbal. La mitología bactriana la describe en posesión de cientos de hijos a los que amaba y alimentaba pero a costa de secuestrar y matar a los hijos de los demás. En la actualidad, Hariti se considera progenitora de la diosa indoirania pre-zoroastrista Hurvatat.
Con la llegada del budismo a Gandhara a través del río Indo, el mito sufrió una transformación. La leyenda asociada a Hariti se reformuló, pasando a centrarse en como las madres de sus víctimas rogaron a Buda que las salvara. Buda secuestró a Aiji, el más joven de los hijos de Hariti, que empezó a buscarlo desesperada por todo el universo. Incapaz de hallarlo, pidió ayuda a Buda, que le señaló que si ella sufría por uno de sus cientos de hijos, podía imaginar el sufrimiento de los padres de aquellos que había devorado. Hariti le respondió contrita que el sufrimiento de sus víctimas debía haber sido muchas veces mayor al suyo y juró proteger a todos los niños. Se convirtió al budismo y desde entonces solo se alimentó de granadas. 
Esta transformación de demonio iranio a leyenda budista parece una estrategia de los misioneros budistas para convertir a los pueblos iranios del zoroastrismo y animismo al budismo apoyándose en el sincretismo. Desde entonces, la leyenda de Hariti se incorporó al folclore budista a pesar de su origen iranio y llegó a las tierras de China y Japón, donde se le conoció como Kishimojin. 
Textos más modernos le atribuían el ser un aspecto de Kannon. Añadidos posteriores a la tradición budista la describen como consorte de Pancika, uno de los 28 generales Yakṣa  en el ejército de Vaiśravaṇa (Bishamonten). La leyenda de Hariti también apunta a la contribución bactriana en la mitología budista, que se extendió desde Pakistán hasta el Tíbet y desde ahí por Asia Oriental. Se le suele describir sosteniendo una cornucopia y rodeada de niños, con un atuendo iranio similar a una toga. Este atuendo se puede ver en relieves partos en Irán.

## Otros sincretismos
Hārīti fue asociada (sin fundamento) a la diosa griega Tique por historiadores eurocéntricos. Su origen también ha sido asociado erróneamente a la cultura hindú por autores hinducéntricos que no aceptan su incorporación al folclore budista durante su expansión fuera de la India.

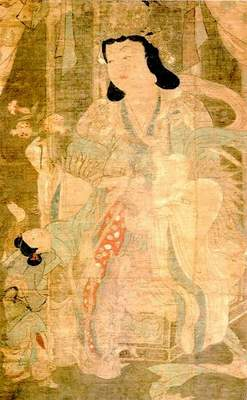
Pintura japonesa de Kishimojin del período Kamakura.

Otras comparaciones que suelen hacer en Japón incluyen a:
- Kangimo (en japonés: 歓喜母 "Portadora de la felicidad")
- Karitei (en japonés: 訶利帝, nombre Shingon)
- Kariteimo (en japonés: 訶梨帝母, nombre Shingon)
- Kishimojin/Kishibojin (en japonés: 鬼子母神)
- Koyasu Kishibojin (en japonés: 子安鬼子母神 "Dadora de niños y partos fáciles")